# Heinrich Friedrich von Friesen
 Heinrich Friedrich von Friesen (ur. 26 sierpnia 1681 w Dreźnie  – zm. 8 grudnia 1739 w Cette niedaleko Montpellier we Francji), saski wojskowy i polityk. Mąż Augusty Konstancji Cosel, córki naturalnej Augusta II Mocnego. Był saskim wielkim marszałkiem dworu, w latach 1727–1734 generalny dyrektor królewskich zbiorów sztuki. W 1727 odznaczony Orderem Orła Białego.
Jego ojcem był Otto Heinrich von Friesen (1656-1717) saski dyplomata i polityk, kanclerz Saksonii.
Heinrich Friedrich von Friesen doszedł w armii saskiej do rangi generała-majora. Był przez wiele lat gubernatorem Drezna.
W latach 1727–1729 najważniejszy saski minister (Premier-Minister).